# Achaeta
Achaeta (лат., возможное русское название: ахеты) — род малощетинковых червей из семейства энхитреид (Enchytraeidae).

## Описание
Ахеты распространены от северной Европы до Южной Америки и южной Африки, но об их экологии данных относительно мало. Большинство видов живут в почве, как минимум один, Achaeta littoralis, — на морской литорали.
Ахеты отличаются рядом морфологических особенностей, которые не наблюдаются у других энхитреид. В частности, у ахет непарные семенники и яичники, стенка тела с регулярным рисунком кольцевых мышечных волокон и постоянным количеством эпидермальных желёз в каждом сегменте. Также у всех ахет полностью отсутствуют щетинки, что и дало роду название, хотя этот признак и не является уникальным среди представителей семейства Enchytraeidae. Взрослые особи достигают длины от 2—3 мм (некоторые европейские виды) до 45,5 мм (Achaeta gigantea).

## Классификация
Род включает около 50 видов. Неполный список:
- Achaeta bibulba Graefe, 1989
- Achaeta bohemica (Vejdovský, 1879)
- Achaeta camerani (Cognetti, 1899)
- Achaeta danica Nielsen & Christensen, 1959
- Achaeta diddeni Graefe, 2007
- Achaeta eiseni Vejdovský, 1878
- Achaeta gigantea Dózsa-Farkas, 2000
- Achaeta littoralis Lasserre, 1968
- Achaeta macroampullacea Dózsa-Farkas, Felföldi, Nagy & Hong, 2018
- Achaeta unibulba Graefe, Dózsa-Farkas & Christensen, 2005